# Jaskinia Gazma
Jaskinia Gazma (azer. Qazma mağarası) – jaskinia w Azerbejdżanie, w Nachiczewańskiej Republice Autonomicznej, w rejonie Şərur. Stanowisko archeologiczne. Została odkryta w 1983 roku, podczas prac archeologicznych prowadzonych na terenie rejonów Ordubad i Şərur przez ekspedycję naukową „Paleolit” kierowaną przez Məmmədəliego Hüseynova i Əsədullego Cəfərova, około 3 km na północny wschód od wsi Tənənəm, na wysokości około 1500 m n.p.m. Znaleziono w niej ślady kultury mustierskiej (środkowy paleolit), datowane na okres 100-80 tys. lat temu.
Jaskinia ma 22 m długości i o 1 do 6,5 m szerokości, a różnica wysokości pomiędzy wejściem do niej a jej końcem wynosi 10 m. Na dwunastym metrze główny korytarz jaskini rozgałęzia się na dwa węższe korytarze. Wejście do jaskini ma 6 m szerokości i 2 m wysokości. Podczas ekspedycji w latach 1987-1990 pod kierownictwem Cəfərova odkryto w niej wykonane przez człowieka liczne narzędzia kamienne, a miąższość całkowitą warstwy kulturowej obliczono na 3 m. W latach 2008-2013 odbyła się kolejna ekspedycja mająca na celu zbadanie osadów jaskini przezprowadzona pod przewodnictwem A.Ə. Zeynalova.
Łącznie, podczas obu ekspedycji, zebrano ponad 17 tysięcy zwierzęcych kości należących do 24 gatunków (niektóre będące fragmentami narzędzi), 874 kamienne narzędzia, z których większość wykonana była z obsydianu, mniejsza część z krzemienia, a jedno z tufu wulkanicznego.